# Ramón Sánchez Pizjuán
Ramón Sánchez-Pizjuán Muñoz (Siviglia, 21 dicembre 1900 – Siviglia, 28 ottobre 1956) è stato un dirigente sportivo e avvocato spagnolo, presidente del Siviglia per 17 anni, in due distinti periodi, dal 1932 al 1942 e dal 1948 al 1956.

## Biografia
Nel 1923, all'età di 23 anni, il presidente Manuel Blasco Garzón lo nomina dirigente con l'incarico di segretario. Successe a Juan Domínguez e Pérez di Vargas (Barone per Grazia Reale) nell'incarico, sostituendo poi quest'ultimo alla presidenza del club il 16 di febbraio di 1932. Pizjuan ricoprì tale ruolo fino alla sua nomina a vicepresidente della Federazione Spagnola di Calcio 5 dicembre del 1941.
Ramón Sánchez-Pizjuán era un membro del Partito Liberale, rivale del Partito Conservatore; tuttavia mantenne le sue opinioni politiche ben lontane dal suo operato calcistico. Avvocato di professione, volle sempre difendere cause perse, non riscuotendo per questo alcun compenso in molte occasioni. Sin dall'inizio proclamò la sua intenzione di voler portare il Sevilla nella massima divisione. Acquistò per tale ragione Deva e Fede dall'Alavés, Sicura dal Málaga, Silvosa dal Racing di Ferrol e Torrontegui dal Malagueño. Ciò nonostante la prima stagione fu deludente, e la squadra non riuscì ad ottenere un piazzamento elevato. Nella stagione seguente arrivarono altri rinforzi: Euskalduna dell'Alavés, Pepe López dell'Atletico Madrid e Tache del Baracaldo. La stagione 1933/34 vide finalmente il Siviglia campione di Seconda Divisione promosso nella prima.
Il presidente continuò a rafforzare la squadra, e per affrontare la Prima Divisione acquistò Ayuela dal Sestao, Epelde dal Saragozza, Palencia dai rivali cittadini del Betis e Viri dal Melilla. Il Siviglia si classificò quinto, ma si qualificò in Coppa di Spagna,manifestazione poi vinta nel 1935.
Durante gli anni della Guerra Civile Spagnola, Ramón Sánchez-Pizjuán e la consorte Maria José Beniteza si prodigarono per evitare che i loro migliori giocatori partissero per il fronte. Con l'aiuto di Antonio Sánchez Mazzi e dell'allenatore Pepe Brand riuscirono a preservare i giocatori che dopo la guerra avrebbero formato l'attacco più importante della storia del Siviglia, il temibile “stuka” con López, Pepillo, Campanal, Raimundo e Berrocal. Durante la guerra il Siviglia giocò più di 80 partite in tutto il territorio nazionale, la maggioranza delle quali per beneficenza di fronte. Nel 1939, sotto la sua guida, il Siviglia vinse la sua seconda Coppa di Spagna, contro il Rácing di Ferrol nella finale giocata nello stadio di Montjuic. L'ultima stagione della prima gestione di Sánchez-Pizjuán vide il Sevilla classificarsi al quinto posto con il miglior attacco della categoria grazie ai settanta gol realizzati. Arrivarono risultati sorprendenti come le vittorie sul Barcellona per 11-1; sul Valencia per 10-3, sull'Hércules per 8-3 e sul Reale Madrid per 5-4. Al termine della stagione il presidente della Federazione Spagnola, Javier Barroso Sánchez-Guerra, chiese a Sánchez-Pizjuán di accettare la carica di vicepresidente dell'organismo federativo- Questi accettò, lasciando la squadra in buone mani e sperando di poter continuare ad aiutarla da Madrid.
Al termine del suo mandato nella Federazione Spagnola di Calcio, Sánchez-Pizjuán decise di tornare a Siviglia.
La sua nuova presidenza si apre con la conquista di tre Coppe di Spagna, tra i traguardi più importanti conseguiti dal Sevilla.
Tra gli altri successi conseguiti dal Sevilla sotto il mandato del suo presidente più emblematico si trova un subcampionato di lega nella stagione 1950/51. In quella stagione a Nervión caddero tutte le squadre migliori dell'epoca: Real Madrid, Barcellona e Valencia, curiosamente tutti sconfitti per 4-0.
Durante la sua presidenza, Ramón Sánchez-Pizjuán affidò la panchina del Sevilla Helenio Herrera, uno dei migliori allenatori della sua epoca. Questi, poco prima della sua morte, avvenuta a Venezia, pronunciò la seguente frase lapidaria: “Di tutti i presidenti che ho conosciuto, il migliore è stato senza dubbio Ramón Sánchez-Pizjuán, presidente del Siviglia”
Ha progettato la costruzione del nuovo stadio per il Sevilla FC, che dopo la sua morte, ha preso il suo nome: lo Stadio Ramón Sánchez Pizjuán.
Durante il suo mandato, il Siviglia FC ha conseguito tre Coppe di Spagna (1935, 1939 e 1948).